# USS Jack Miller (DE-410)
USS Jack Miller (DE-410) là một tàu hộ tống khu trục lớp John C. Butler từng phục vụ cùng Hải quân Hoa Kỳ trong Chiến tranh Thế giới thứ hai. Nó là chiếc tàu chiến duy nhất của Hải quân Hoa Kỳ được đặt cái tên này, theo tên Trung úy Thủy quân Lục chiến Jack Miller (1920–1942), người từng phục vụ cùng Tiểu đoàn 1 Biệt kích Thủy quân Lục chiến, đã tử trận tại Guadalcanal vào ngày 3 tháng 12, 1942 và được truy tặng Huân chương Chữ thập Hải quân. Nó đã phục vụ trong suốt Thế chiến II, được cho ngừng hoạt động sau khi xung đột chấm dứt vào năm 1946, rồi cuối cùng bị bán để tháo dỡ vào năm 1969. Jack Miller được tặng thưởng hai Ngôi sao Chiến trận do thành tích phục vụ trong Thế Chiến II.

## Thiết kế và chế tạo
Lớp John C. Butler được thiết kế nhằm đáp ứng nhu cầu một số lượng lớn nhưng rẻ tiền của một kiểu tàu hộ tống chống tàu ngầm để hộ tống các đoàn tàu vận tải vượt đại dương. Chúng có chiều dài chung 306 foot (93,3 m), mạn tàu rộng 36 foot 10 inch (11,2 m) và mớn nước 13 foot 4 inch (4,1 m), trọng lượng choán nước tiêu chuẩn 1.350 tấn Anh (1.372 t), và lên đến 1.745 tấn Anh (1.773 t) khi đầy tải, với một thủy thủ đoàn bao gồm 14 sĩ quan và 201 thủy thủ. Con tàu được vận hành bởi hai turbine hơi nước hộp số Westinghouse; hơi nước được cung cấp bởi hai nồi hơi "D" Express, tạo ra công suất 12.000 mã lực càng (8.900 kW) và cho phép đạt được tốc độ tối đa 24 hải lý trên giờ (44 km/h; 28 mph). Nó có tầm hoạt động 6.000 hải lý (11.000 km; 6.900 mi) ở tốc độ đường trường 12 hải lý trên giờ (22 km/h; 14 mph).
Dàn vũ khí chính bao gồm hai tháp pháo 5-inch/38 caliber đa dụng nòng đơn, được dẫn đường bởi hệ thống điều khiển hỏa lực Mark 51; vũ khí phòng không gồm hai khẩu đội Bofors 40 mm L/60 nòng đôi và mười khẩu Oerlikon 20 mm nòng đơn cũng được dẫn đường bởi hệ thống Mark 51. Ngoài ba ống phóng ngư lôi 21 inch (533 mm), vũ khí chống ngầm bao gồm hai đường ray thả mìn sâu, tám máy phóng mìn sâu K-gun cùng một dàn súng cối chống ngầm Hedgehog. Con tàu được trang bị sonar kiểu QC, radar dò tìm mặt biển SL và radar dò tìm không trung SA.
Jack Miller được đặt lườn tại xưởng tàu của hãng Brown Shipbuilding Co. ở Houston, Texas vào ngày 29 tháng 11, 1943. Nó được hạ thủy vào ngày 10 tháng 1, 1944, được đỡ đầu bởi bà Henry S. Miller, mẹ của Trung úy Miller, và được cho nhập biên chế cùng Hải quân Hoa Kỳ vào ngày 13 tháng 4, 1944 dưới quyền chỉ huy của Hạm trưởng, Thiếu tá Hải quân James William Whaley.

## Lịch sử hoạt động
Sau khi hoàn tất việc chạy thử máy huấn luyện dọc theo vùng bờ Đông và vùng vịnh Mexico, rồi được sửa chữa sau chạy thử máy, Jack Miller chuẩn bị để được điều động sang khu vực Mặt trận Thái Bình Dương. Nó khởi hành từ Norfolk, Virginia vào ngày 13 tháng 6, 1944, đi ngang qua kênh đào Panama và San Diego, California trước khi đi đến Trân Châu Cảng vào ngày 12 tháng 7. Sau khi được tiếp tục huấn luyện tại vùng biển Hawaii, nó lên đường vào ngày 24 tháng 7 để hộ tống một đoàn tàu vận tải đi sang Eniwetok, đến nơi vào ngày 2 tháng 8.
Sau khi hoạt động tuần tra và hộ tống vận tải tại chỗ, Jack Miller rời Eniwetok vào ngày 2 tháng 9 để hộ tống một đoàn tàu vận tải đi sang Saipan. Tại đây trong suốt chín tháng tiếp theo, nó đảm nhiệm vai trò tuần tra cảng, tuần tra chống tàu ngầm và hộ tống vận tải, và đã phá hủy năm quả thủy lôi trôi nổi trên biển. Đến tháng 6, 1945, con tàu chuyển sang hộ tống các đội tiếp liệu làm nhiện vụ tiếp nhiên liệu cho Lực lượng Đặc nhiệm 58 tham gia hoạt động tác chiến lên Okinawa. Sau khi Nhật Bản chấp nhận đầu hàng vào ngày 15 tháng 8, giúp chấm dứt vĩnh viễn cuộc xung đột, nó tiếp tục tham gia vào lực lượng chiếm đóng.
Được lệnh quay trở về Hoa Kỳ, Jack Miller về đến San Diego vào ngày 5 tháng 11. Nó được cho xuất biên chế tại đây vào ngày 1 tháng 6, 1946 và được đưa về Hạm đội Dự bị Thái Bình Dương, neo đậu cùng Đội Stockton. Tên nó được cho rút khỏi danh sách Đăng bạ Hải quân vào ngày 30 tháng 6, 1968, và con tàu bị bán để tháo dỡ vào tháng 7, 1969.

## Phần thưởng
Jack Miller được tặng thưởng hai Ngôi sao Chiến trận do thành tích phục vụ trong Thế Chiến II.
|  | Bronze star · Bronze star |

| Huân chương Chiến dịch Hoa Kỳ | Huân chương Chiến dịch Châu Á-Thái Bình Dương với 2 Ngôi sao Chiến trận | Huân chương Chiến thắng Thế Chiến II |